# Some Other Time: The Lost Session from the Black Forest
Some Other Time: The Lost Session from the Black Forest ist ein Album von Bill Evans. Es ist das einzige Studioalbum des Pianisten mit seinem (kurzlebigen) Trio aus Eddie Gomez und Jack DeJohnette. Es wurde am 20. Juni 1968 im Studio der Musik Produktion Schwarzwald (MPS) in Villingen-Schwenningen aufgenommen und erschien am 22. April 2016 auf dem Reissue-Label Resonance Records. Das Label hatte bereits 2012 mit dem Livealbum Live at Art D’Lugoff’s Top of the Gate Musik von Bill Evans veröffentlicht.

## Hintergrund
Joachim-Ernst Berendt hörte das Bill Evans Trio bei seinem Auftritt auf dem Montreux Jazz Festival und war davon derart beeindruckt, dass er Hans Georg Brunner-Schwer und Bill Evans’ Managerin Helen Keane überzeugen konnte, dem Pianisten während seiner Tournee (in der auch am 22. Juni der Mitschnitt Another Time: The Hilversum Concert entstand) im Juni 1968 die Gelegenheit für Aufnahmen im MPS-Studio zu geben. Da jedoch Vertragsverpflichtungen bestanden (Evans war bei Verve Records unter Vertrag), kam eine Veröffentlichung der Studioaufnahmen des Jazzpianisten Bill Evans mit dem Bassisten Eddie Gomez und dem Schlagzeuger Jack DeJohnette in Villingen-Schwenningen im MPS-Studio im Juni 1968 nicht zustande; die Bänder gerieten bald im MPS-Archiv in Vergessenheit. Evans, Helen Keane und Berendt starben vor 2000, und nach Brunner-Schwers Tod im Jahr 2004 war die Session ein „vergessenes historisches Relikt“. Der Produzent des Labels Resonance Records, Zev Feldman, lernte bei einem Besuch der Jazzahead in Bremen den Sohn Brunner-Schwers kennen und stieß über diesen auf die bislang unveröffentlichten Tondokumente, die Brunner-Schwer und Berendt produziert hatten.

## Musik des Albums
Jack DeJohnette äußerte sich in einem Interview, das in den Liner Notes des Albums dokumentiert ist: „Da hat eine große Freiheit in Bills Spiel geherrscht, das von dem Schlagzeuger und Bassisten erwartete, in ähnlicher Weise zu klingen. Weil Bill seine Arrangements immer in der gleichen Weise spielte, machten Eddie und ich Permutationen um die Arrangements, um sie frischer wirken zu lassen.“ (Im Original there was a lot of freedom Bill’s way of playing expected of the drummer and the bassist to make it sound different every time. Because when Bill played his arrangements, he played them almost the same every time. So Eddie and I make permutations around the arrangements to keep them fresh.) Die Aufnahmen würden einen „Raum und Zeit darstellen, in der Evans in rhythmischer und harmonischer Weise neue Herangehensweisen an das Standard-Repertoire erkundete.“ Evans habe in die Session viele neue Stücke eingebracht, die das Trio zuvor noch nie gespielt hatte. Außerdem gebe es in einigen Stücken einen andersgearteten (stärkeren) Anschlag von Bill Evans, was wohl daran lag, dass der Pianist sich erst mit dem ungewohnten Steinway-Flügel im MPS-Studio vertraut machen musste.

## Titelliste
- Bill Evans: Some Other Time: The Lost Session from the Black Forest (Resonance Records – HCD-2019)[4]

### CD 1
1. You Go to My Head (J. Fred Coots, Haven Gillespie) 4:58
2. Very Early (Evans) 5:12
3. What Kind of Fool Am I? (Leslie Bricusse, Anthony Newley) 5:21
4. I’ll Remember April (Gene de Paul, Patricia Johnston, Don Raye) 4:08
5. My Funny Valentine (Rodgers und Hart) 6:58
6. Baubles, Bangles and Beads (Robert Wright, George Forrest) 4:38
7. Turn Out the Stars (Evans) 4:56
8. It Could Happen to You (Jimmy Van Heusen, Johnny Burke) 3:58
9. In a Sentimental Mood (Duke Ellington) 4:18
10. These Foolish Things (Harry Link, Jack Strachey) 4:14
11. Some Other Time (Bernstein, Comden, Green) 5:28

### CD 2
1. You’re Gonna Hear from Me (André Previn, Dory Previn) 3:32
2. Walkin’ Up (Evans) 4:10
3. Baubles, Bangles and Beads 4:51
4. It’s All Right with Me (Incomplete) (Cole Porter) 3:45
5. What Kind of Fool Am I? 2:51
6. How About You? (Burton Lane, Ralph Freed) 3:59
7. On Green Dolphin Street (Bronisław Kaper, Ned Washington) 4:33
8. Wonder Why (Nicholas Brodszky, Sammy Cahn) 4:13
9. Lover Man (Oh, Where Can You Be?) Jimmy Davis, Jimmy Sherman, Roger Ramirez 3:49
10. You’re Gonna Hear from Me (Alternate Take) 3:24

## Rezeption
Jeff Simon hielt das Album in der Buffalo News für „eine wunderbare Entdeckung“ und einen „unglaublichen Fund“; obwohl die Platte auch „die schwarzen Flecken und Unvollkommenheiten in Evans’ Spiel“ offenbare, habe sie Anteil an dem großen Vergnügen, das das Hören der Aufnahmen von Bill Evans aus dieser Periode bereite, das zum „phosphoreszierenden Brennen in seinen letzten Jahren“ wurde. Es gebe zwar viele Mitschnitte aus der Zeit seiner Zusammenarbeit mit Eddie Gomez, doch „auf nur wenigen spielt der Bassist derart großartig (und gut dokumentiert) wie hier.“
Marc Myers hält das Material für ein bedeutendes Tondokument, das Evans’ Übergang vom swingenden Romantiker zum perkussiven Poeten beleuchte. Sein Spiel sei robuster und souveräner, mit ausgeprägten akkordischen Anschlägen. Die wiederaufgefundenen Dokumente stellten ein kaum erfasstes Kapitel in Bill Evans’ kreativer Reise dar. 2017 wurde das Album bei den JJA Jazz Awards der Jazz Journalists Association in der Kategorie Historisches Jazz-Album des Jahres ausgezeichnet.
Beim Jazz Critics Poll des National Public Radio errang das Album in der Kategorie Rara Avis Ende 2016 den dritten Platz, nach  In Paris: The ORTF Recordings von Larry Young und All My Yesterdays: The Debut 1966 Recordings at the Village Vanguard vom Thad Jones/Mel Lewis Orchestra.

## Editorische Anmerkungen
Das Album erscheint neben der CD-Ausgabe in einer limitierten und nummerierten LP-Edition (180-Gramm Vinyl); das 40-seitige CD-Booklet enthält Interviews mit Eddie Gomez und Jack DeJohnette sowie Essays des Musikkritikers Marc Myers, des Produzenten Zev Feldman und des MPS-Toningenieurs und Manager Friedhelm Schulz, ergänzt um Fotografien von David Redfern, Giuseppe Pino, Jan Persson und Hans Harzheim sowie zwei Fotos der MPS-Session von 1968, die von German Hasenfratz stammen.